# Tarik Kopty
Tarik Kopty (en arabe, طارق قبطي, en hébreu,  טארק קובטי : autres orthographes : Tarik Copty, Tarik Copti, Tarek Copti), né le 20 août 1944 à Nazareth, et mort le 24 février 2022 dans la même ville, est un acteur et cinéaste arabe israélien.

## Filmographie
- 2003 : Ha-Mangalistim (Les Gens du barbecue) de Yossi Madmoni et  David Ofek : Adulte dans le bunker
- 2004 : Ha-Bsora Al-Pi Elohim  (L’Évangile selon Dieu) d’Assi Dayan : Gardien du terrain de basket
- 2004 : La Fiancée syrienne d’Eran Riklis : un oncle
- 2007 : La Visite de la fanfare d’Eran Kolirin : Iman
- 2007 : The Little Traitor de Lynn Roth : un marchand arabe
- 2008 : Les Citronniers d’Eran Riklis : Abu Hussam
- 2009 : Timrot Ashan (Piliers de fumée) d’Oded Davidoff (série télévisée) : un détective
- 2010 : Téléphone arabe de Sameh Zoabi : Hassan, le voisin chez qui l'antenne est installée
- 2012 : Héritage de Hiam Abbas : un homme présent après l'incendie du centre commercial
- 2013 : Zaytoun d'Eran Riklis : Seedo
- 2013 : Omar de Hany Abu-Assad : Le père de Tarek
- 2014 : Bethléem de Yuval Adler : Abu Ibrahim
- 2014 : Mon fils (Aravim roqdim, Dancing Arabs) d'Eran Riklis, scénario de Sayed Kashua : L'épicier